# سان پدرو د ایکواماندیو
سان پدرو د ایکواماندیو (به اسپانیایی: San Pedro de Ycuamandiyú) یک منطقهٔ مسکونی در پاراگوئه است که در San Pedro Department واقع شده‌است. سان پدرو د ایکواماندیو ۳٬۱۸۵ کیلومتر مربع مساحت و ۳۲٬۹۱۸ نفر جمعیت دارد و ۶۴ متر بالاتر از سطح دریا واقع شده‌است.